# Juliana

Juliana Ribeiro Cabral, 2004

Juliana är ett kvinnligt förnamn av latinskt ursprung. Juliana är den kvinnliga namnformen av mansnamnet Iulianus. Namnet betyder "ungdomlig". Per den 31 december 2011 bar 1148 kvinnor i Sverige namnet, varav 373 som tilltalsnamn.
Namnet har flera olika stavningsvarianter, ofta beroende på i vilket land namnet används. Vanliga former är Julianna, Giuliana, Iuliana, Yuliana, Uljana, Xuliana och Xhuliana.
I den finlandssvenska namnsdagslängden har Juliana namnsdag 12 april sedan 2000.

## Personer med namnet Juliana
- Juliana, helgon i Östortodoxa kyrkan och Katolska kyrkan.
- Juliana Maria av Braunschweig-Wolfenbüttel, tysk prinsessa och dansk drottning.
- Juliana Cannarozzo, amerikansk konståkare.
- Juliana Cornelia de Lannoy, nederländsk baronessa och författare.
- Juliana Dias da Costa, inflytelserik fru till den indiske mogulkejsaren Alam I/Bahadur Shah I.
- Juliana Felisberta, brasiliansk beachvolleybollspelare.
- Julianna Guill, amerikansk skådespelare.
- Juliana Hatfield, amerikansk låtskrivare, sångerska och gitarrist.
- Juliana av Hessen-Eschwege, nederländsk prinsessa, kusin till Karl XI.
- Juliana Imai, brasiliansk fotomodell.
- Juliana Jendo, assyrisk sångerska.
- Julianna Margulies, amerikansk skådespelare.
- Juliana Morell, den första kvinnliga doktoranden i juridik.
- Juliana av Nederländerna, nederländsk drottning.
- Juliana Pasha, albansk sångerska.
- Juliana Ribeiro Cabral, brasiliansk fotbollsspelare.
- Julianna Rose Mauriello, amerikansk skådespelare.
- Juliana Zjalniaruk, vitrysk friidrottare.
- Uljana Donskova, rysk gymnast.
- Uljana Semjonova, lettisk basketspelare.
- Anna Charlotta Juliana Bagghufvud/Julia Adlerberg, kejserlig rysk guvernant, hovdam, ordensdam och föreståndare för Smolnijinstitutet.
- Anna Juliana Gonzaga, österrikisk ärkehertiginna.
- Elisabet Juliana Banér, tysk adelsdam.
- Henrika Juliana von Liewen, svensk hovdam.
- Louise Juliana av Oranien, kurfurstinna av Pfalz.
- Sidonia Juliana Lewenhaupt, svensk grevinna, brukspatron och donator.
- Zhuliana Jorganxhi, albansk skribent.
- Juliana Harkavy, amerikansk skådespelare.